# عصر کنفدراسیون
عصر کنفدراسیون (انگلیسی: Confederation period) عنوان دورانی است در تاریخ ایالات متحده که از دهه ۱۷۸۰ — پس از انقلاب آمریکا — آغاز و تا قبل از تصویب قانون اساسی ایالات متحده آمریکا ادامه می‌یابد.